# 289
Évszázadok: 2. század – 3. század – 4. század
Évtizedek: 230-as évek – 240-es évek – 250-es évek – 260-as évek – 270-es évek – 280-as évek – 290-es évek – 300-as évek – 310-es évek – 320-as évek – 330-as évek
Évek: 284 – 285 – 286 – 287 –  288 – 289 – 290 – 291 – 292 – 293 – 294

## Események

### Római Birodalom
- Marcus Magrius Bassust (helyettese júliustól M. Umbrius Primus, szeptembertől Ceionius Proculus, novembertől Flavius Decimus) és Lucius Ragonius Quintianust (helyettese T. Flavius Coelianus, Helvius Clemens és (?) Maximus) választják consulnak.
- Diocletianus császár legyőzi a szarmatákat a Duna mentén, majd keletre utazik és a szíriai sivatagi törzsekkel kezd tárgyalásokba.
- Maximianus császár újonnan épített flottájával megpróbál partraszállni Britanniában, hogy megdöntse a szakadár Carausius ottani uralmát, de a hadművelet ismeretlen okokból (elvesztett tengeri csata vagy vihar) kudarcot vall és a flotta jórészt megsemmisül.
- Constantius Chlorus elválik előző feleségétől, Helenától és elveszi Maximianus nevelt lányát, Theodorát.
- Az észak-afrikai Mauretania Caesariensis provinciában fellázadnak a berber törzsek és rendszeresen fosztogatják a római városokat. Aurelius Litua kormányzó visszaveri a támadásukat, de a rend csak 297-ben, Maximianus hadjáratával áll helyre.

## Születések
- Flavia Maxima Fausta, Nagy Constantinus második felesége

## Halálozások
- Szent Küriaké, keresztény mártír

## Fordítás
- Ez a szócikk részben vagy egészben  a(z)   289 című francia Wikipédia-szócikk ezen változatának fordításán alapul.  Az eredeti cikk szerkesztőit annak laptörténete sorolja fel. Ez a jelzés csupán a megfogalmazás eredetét és a szerzői jogokat jelzi, nem szolgál a cikkben szereplő információk forrásmegjelöléseként.